# يوم التحرير (بلغاريا)

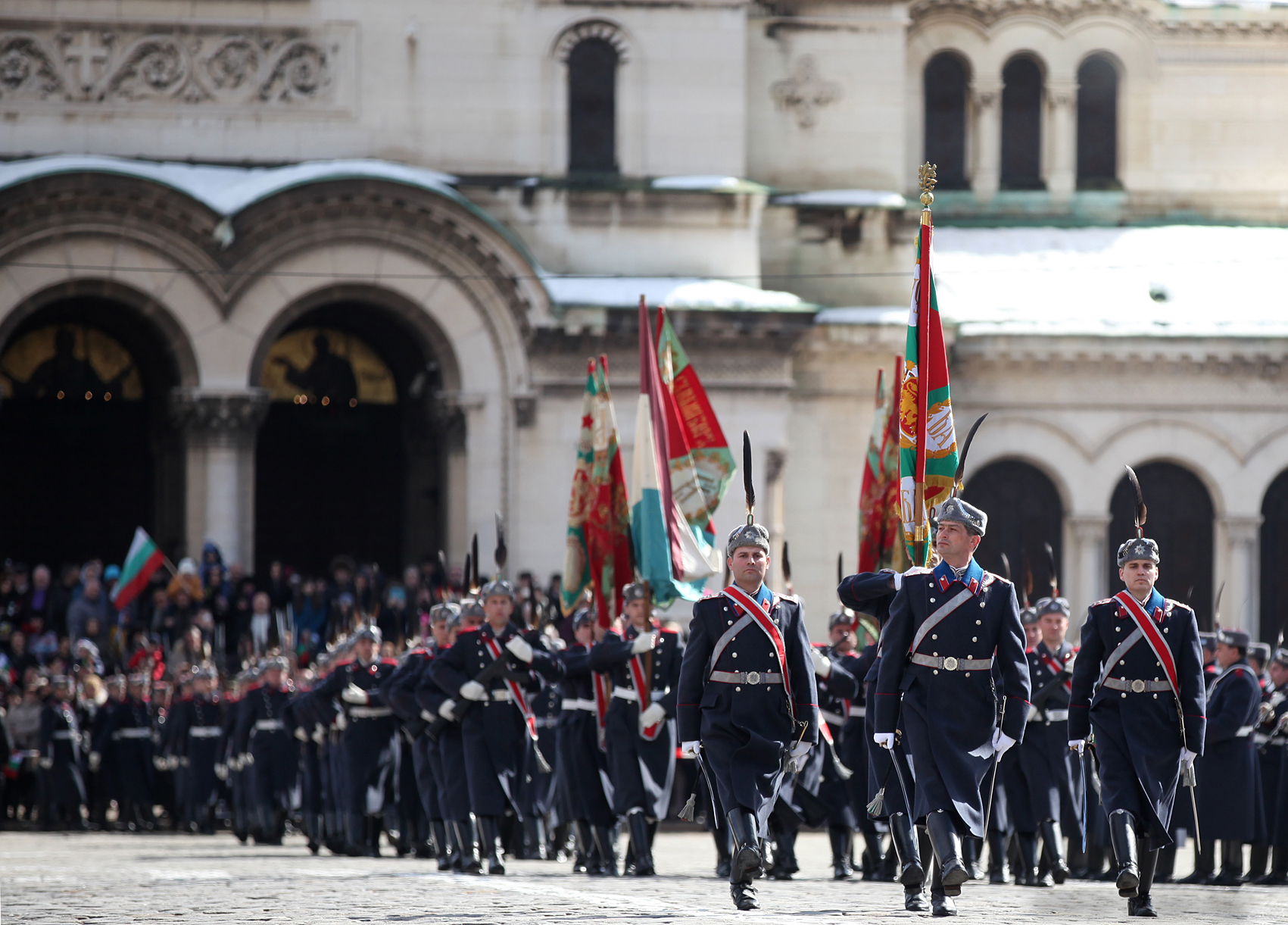
الحرس الوطني البلغاري يشارك في العرض العسكري في يوم التحرير، 3 مارس 2018 في صوفيا.

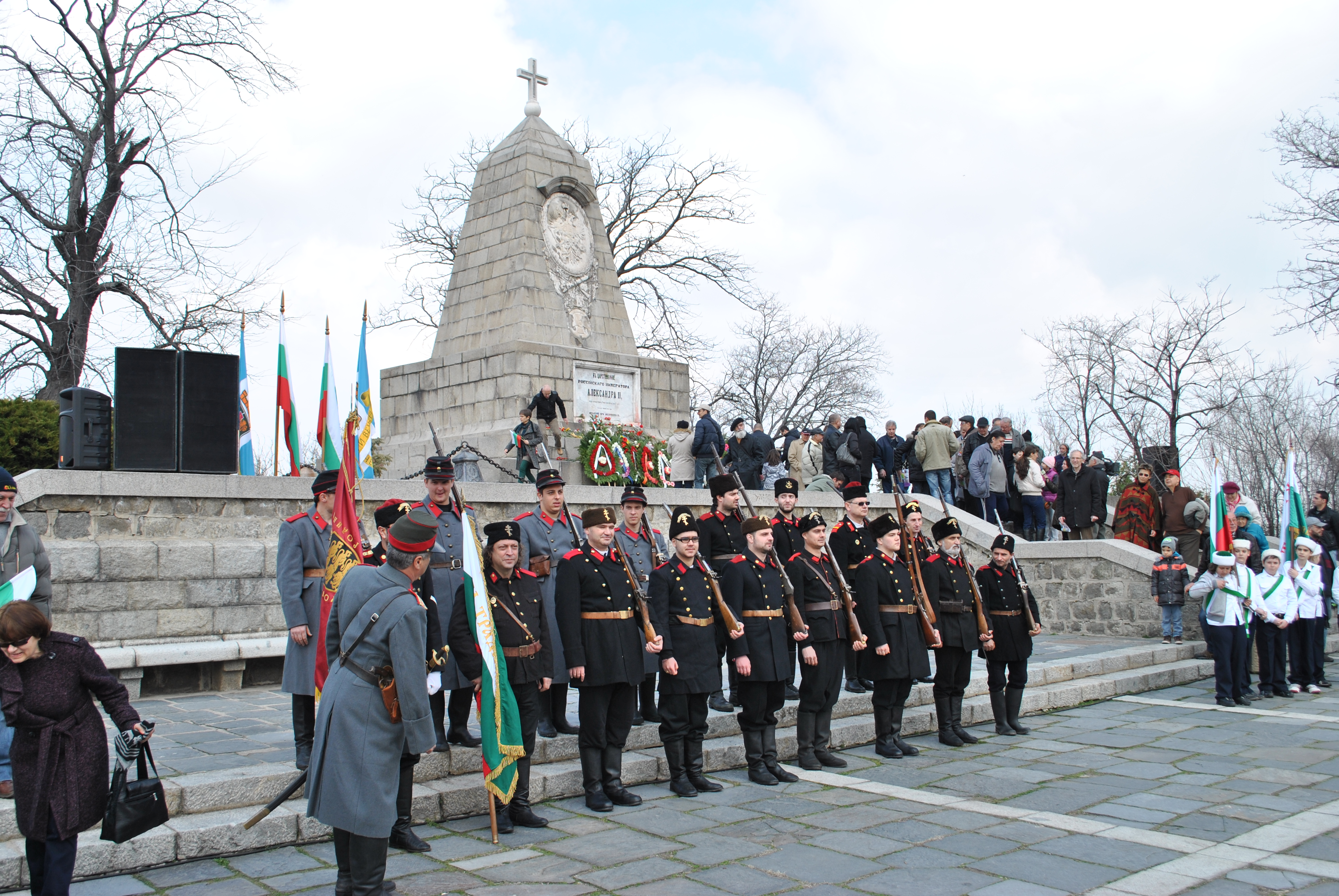
احتفال رسمي بيوم التحرير في بلوفديف، 3 مارس 2013.

يوم التحرير، المعروف رسميًا باسم يوم تحرير بلغاريا من الحكم العثماني (بالبلغارية: Ден на Освобождението на България от османско иго)، هو العيد الوطني في بلغاريا، يُحتفل به في 3 مارس من كل عام.
يُحيي هذا اليوم ذكرى تحرير بلغاريا خلال الحرب الروسية العثمانية (1877–1878) التي أدت إلى إعادة تأسيس دولة البلغار. وقد نص معاهدة سان ستيفانو الموقعة في 3 مارس 1878 على إلزام الدولة العثمانية بالاعتراف بإعادة تأسيس الدولة البلغارية التي سقطت في القرن الرابع عشر أثناء الحروب البلغارية العثمانية.

## الاحتفال
جرى الاحتفال بالعيد لأول مرة في 19 فبراير 1880 تحت اسم «يوم صعود الإمبراطور ألكسندر الثاني وتوقيع معاهدة السلام في سان ستيفانو». وفي الذكرى العاشرة لهذا الحدث، عام 1888، اعترفت إمارة بلغاريا رسميًا بهذا اليوم باعتباره يومًا للتحرير. مع أن الاحتفال بدأ على المستوى الوطني في عام 1978، إلا أنه أصبح عطلة رسمية فقط بموجب المرسوم رقم 236 الصادر عن رئيس مجلس الدولة في جمهورية بلغاريا الشعبية في 27 فبراير 1990، ودخل حيز التنفيذ في 5 مارس.
يوجد في بلغاريا أكثر من 400 نصب تذكاري محفوظ ومخصص للجنود البلغاريين والروس. وفي 3 مارس من كل عام، توضع أكاليل الزهور على نصب شيبكا مع تقديم التحية العسكرية تكريمًا لجميع الجنود الذين ضحوا بأرواحهم من أجل تحرير بلغاريا. كما يضع السكان زهورًا ورسائل عند النصب التذكارية للجنود الأجانب الذين قاتلوا إلى جانب البلغاريين.
في هذا اليوم، تُقيم الكنيسة البلغارية الأرثوذكسية قداسات خاصة وصلوات. وفي المساء، يُنظّم عرض عسكري رسمي في ساحة جمعية بلغاريا الوطنية بالقرب من نصب القيصر المحرر ألكسندر، حيث يقوم رئيس بلغاريا بتفقد وحدة الحرس الوطني البلغاري، كما تُمنح أوسمة وطنية للأفراد العسكريين. وتشمل الأنشطة أيضًا مراسم رفع العلم عند نصب الجندي المجهول في العاصمة صوفيا.